# Christian Luycks
Christian Luycks est un peintre flamand né en 1623 à Anvers et mort après 1658. 

## Biographie
Baptisé à Anvers le 17 août 1623, fils de David Luycx et Margriet Cloot, Christiaan (ou Carstian) Luyckx est apprenti à la Guilde de Saint-Luc en 1640 et 1641. Après un apprentissage de trois ans auprès de Philippe de Marlier à Anvers, Luycks étudie avec Frans Francken III (en). Il est reçu maître à la Guilde de Saint-Luc le 17 juillet 1645. 
Carstian Luycx a épousé en premières noces à Anvers le 27 mai 1645 Geertruid Jansens van Kilsdonck. En 1646, il est cité comme peintre du roi d’Espagne Philippe IV d'Espagne. Il se spécialise dans la production de natures mortes et de vanités grâce auxquelles il acquiert une grande notoriété à son époque. 
Devenu veuf, il se remarie, toujours à Anvers, le 24 septembre 1648, avec Maria Matthijssens. En 1652, à Anvers, il peint une guirlande mortuaire pour le peintre anversois Victor Wolfvoet II (en) (mort en 1652).
Luyckx vivait encore en février 1658, puisqu’il est témoin de l’inventaire après décès d’Adriaen van Bree.
Certaines de ses œuvres tardives sont signées en français (et non en néerlandais), ce qui semble indiquer qu'il a pu travailler en France dans la dernière partie de sa vie. Quand il peint des cartes à jouer dans ses compositions, celles-ci sont toujours au « portrait de Paris », modèle qui avait cours dans la moitié nord de la France mais pas en Flandre, ce qui accréditerait l’hypothèse d’un séjour français peut-être fait après 1658… Mais aucune archive ne permet à ce jour de confirmer cette partie de sa vie.

## Galerie

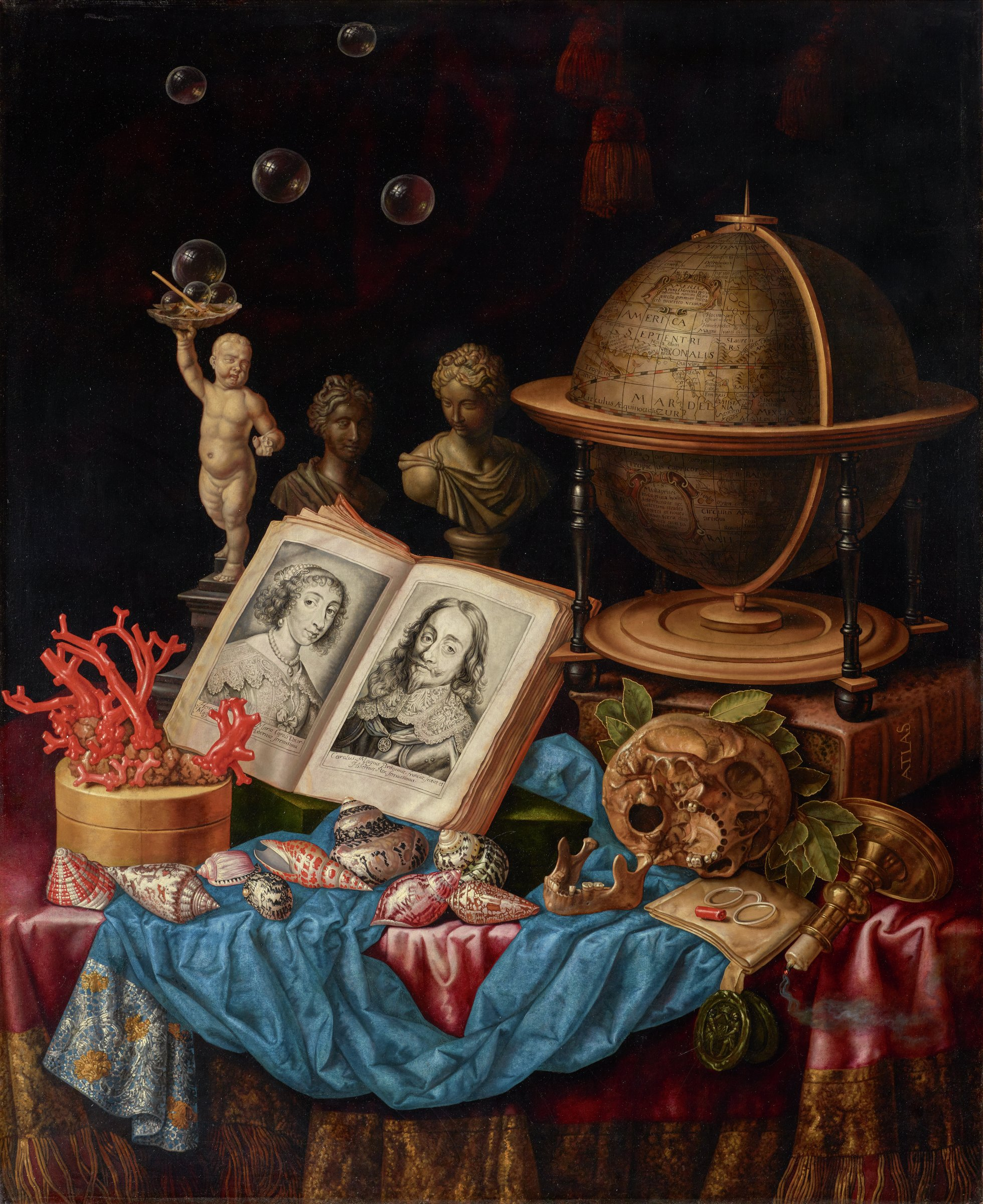
Allégorie de Charles 1er d'Angleterre et Henriette de France
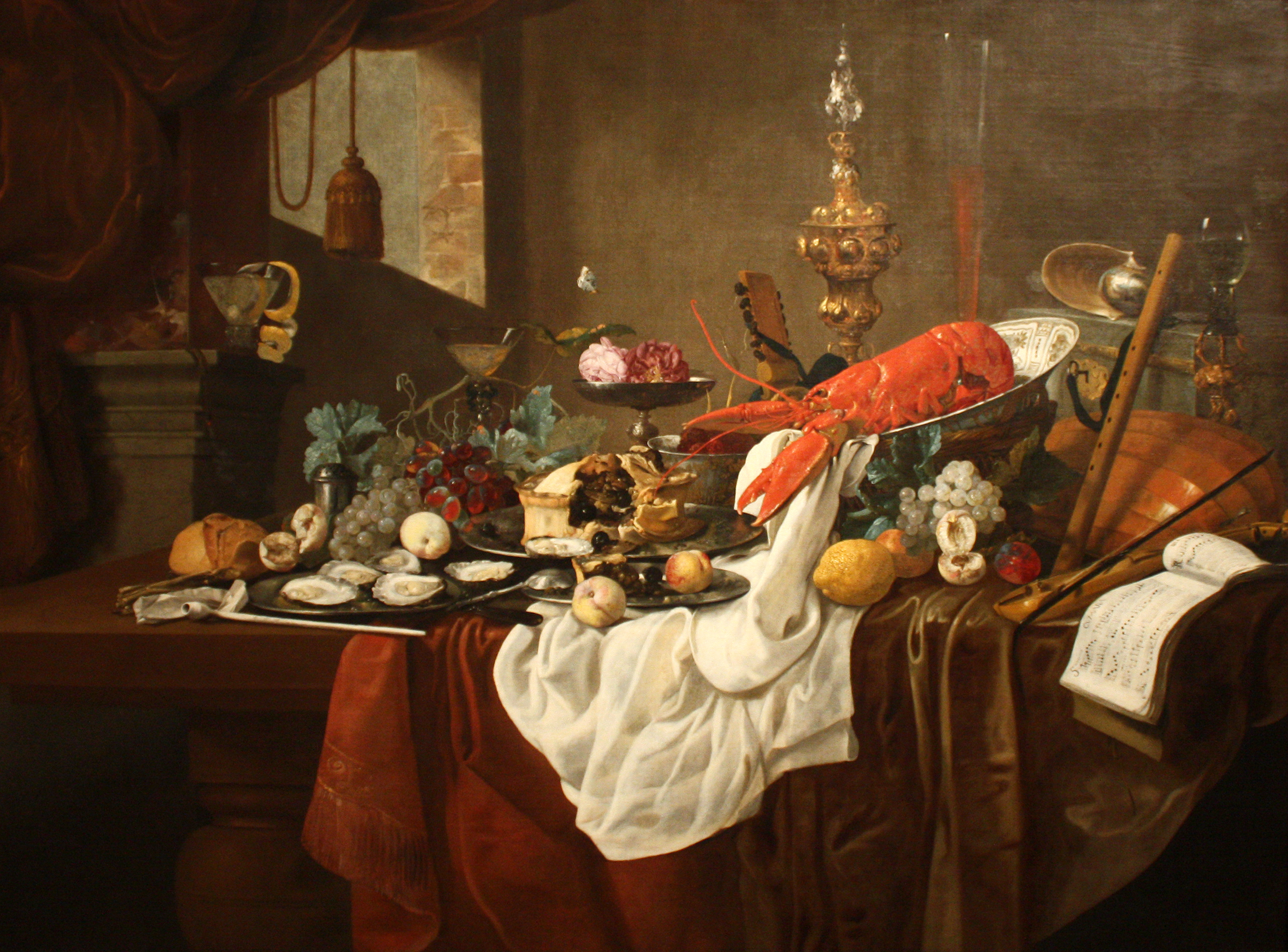
Nature morte (vers 1650)
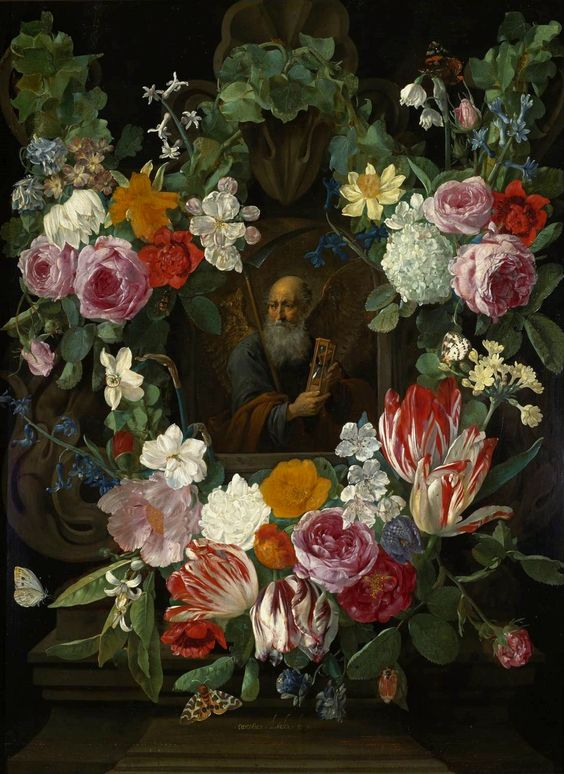
Personnification du temps